# Baby K
El caso de Stephanie Keene, más conocida por el seudónimo de Baby K, ilustra las consecuencias legales de la atención médica inútil.
Stephanie Keene nació el 13 de octubre de 1992 con anencefalia en el Hospital de Fairfax, un centro médico de la ciudad de Falls Church (Virginia, Estados Unidos). En el momento de nacer le faltaba la mayor parte del cerebro, incluida la corteza; durante la gestación solo se había desarrollado el tronco de su encéfalo, la parte del cerebro responsable de las funciones autonómicas y de regulación, como el control de la respiración, la frecuencia cardíaca y la presión arterial.

## El informe de los médicos
La madre de Stephanie había sido notificada de la malformación después de una ecografía y tanto el obstetra como el neonatólogo le habían aconsejado interrumpir el embarazo a causa de la irreversibilidad  médica del defecto. Le habían explicado que la anencefalia es una malformación congénita consistente en la falta de una parte importante del cerebro, el cráneo y el cuero cabelludo y que si bien la presencia del tronco del encéfalo iba a permitir que su hija tuviera funciones autonómicas y actividades reflejas, como carecía de cerebro permanecería inconsciente, es decir sin capacidad cognitiva ni sensitiva. No podría ver ni oír ni interactuar con su entorno.

## El pronóstico
Le habían informado que la anencefalia es incurable y rápidamente mortal en ausencia de intervención médica. Un recién nacido anencefálico tiene el tronco del encéfalo, le explicaron, lo que permite que el corazón y otros órganos funcionen por un tiempo. No obstante, la carencia de corteza determina un estado de inconsciencia permanente. Aun así, en estos casos no se cumple la definición legal de muerte cerebral que otorgaría al hospital el claro derecho de interrumpir las medidas de sostén vital.  El tratamiento estándar de los recién nacidos con anencefalia consiste en mantenerlos calientes y alimentarlos hasta que sus órganos fallen. La muerte en general se produce por insuficiencia respiratoria debida a que el tronco encefálico no puede regular la respiración.

## El punto de vista de la madre
Sin embargo, la madre de Stephanie optó por llevar la gestación a término a causa de "su firme fe cristiana en que toda vida debe ser protegida". Cuando Stephanie nació y experimentó dificultad para respirar los médicos la colocaron en un respirador mecánico y esta asistencia respiratoria les permitió confirmar el diagnóstico prenatal y darle a la madre la oportunidad de comprender en forma acabada tanto el diagnóstico como el pronóstico de su hija. Le explicaron, como ya lo habían hecho el obstetra y el neonatólogo antes, que la mayoría de los recién nacidos con anencefalia mueren a los pocos días debido a su dificultad respiratoria y otras complicaciones. Dado que el tratamiento agresivo no tendría utilidad terapéutica ni paliativa recomendaban que Stephanie solo recibiera atención de sostén en forma de nutrición, hidratación y calor. Los médicos del hospital también conversaron con la madre sobre la posibilidad de que firmara una “orden de no reanimar” a la niña que condujera a que en lo sucesivo no se implementaran medidas para prolongarle la vida pero ella se negó a aceptar esa posibilidad.

## Condición de la paciente
Como ya se dijo, Stephanie Keene no cumplía los criterios médicos de muerte cerebral y como su tronco encefálico funcionaba estaba viva para las leyes de Virginia y otros estados.  Desde su nacimiento su frecuencia cardíaca, su presión arterial y el funcionamiento de su hígado, su aparato digestivo, sus riñones y su vejiga habían sido normales. Al mes de nacer los médicos le habían insertado un tubo de gastrostomía para alimentarla y a partir de entonces había aumentado de peso y había crecido.

## Puntos de vista opuestos
Por todo lo dicho es fácil entender que los médicos tratantes y la madre de Stephanie no pudieran llegar a un acuerdo en cuanto al tratamiento apropiado. La madre insistía en la necesidad de que la lactante recibiera asistencia respiratoria mecánica cada vez que experimentara dificultades para respirar mientras que los médicos seguían sosteniendo que en el caso de Stephanie ese tratamiento sería inútil. La niña permaneció en asistencia respiratoria durante seis semanas mientras en el Fairfax se buscaba otro hospital para transferirla, pero ninguna otra institución la aceptó. Baby K siguió internada en ese hospital hasta noviembre de 1992,
fecha en la que dejó de necesitar cuidados intensivos, y una vez que fue destetada del sostén ventilatorio constante la madre accedió a que se la trasladara a un centro de atención de enfermos crónicos.

## La evolución de Stephanie
Sin embargo, Stephanie siguió con sus problemas respiratorios y después de ser transferida al centro mencionado debió volver a ser internada tres veces más en el hospital. En cada una de esas internaciones la lactante recibió asistencia respiratoria y tratamiento de estabilización para luego ser dada de alta y enviada nuevamente al centro. Cuando Stephanie Keene tenía seis meses debió ser hospitalizada por tercera vez por problemas respiratorios graves.

## Aspectos legales
En ese momento el hospital presentó un recurso legal para que se designara un curador ad litem de la niña y solicitó una orden judicial que certificara que no debía proporcionar ningún servicio más allá de los  cuidados paliativos. El curador ad litem y el padre de Stephanie se sumaron a la solicitud del hospital. En el juicio varios expertos declararon que la prestación de la asistencia respiratoria a una lactante anencefálica iba más allá de las normas aceptadas de atención médica. Por el contrario, la madre de Stephanie defendió su posición sobre la base de la libertad religiosa y la naturaleza sagrada de la vida. En un controvertido fallo, el Tribunal de Distrito de los Estados Unidos para el Distrito Este de Virginia decidió que durante su atención hospitalaria Stephanie debería ser asistida con un ventilador mecánico cada vez que tuviera problemas para respirar. El tribunal interpretó que el cumplimiento de la Ley que regula la atención del Trabajo de Parto Activo y el Tratamiento Médico de Emergencia (en inglés Emergency Medical Treatment and Active Labor Act o EMTALA) exigía que la lactante recibiera ventilación continua. Según el texto de esa ley los pacientes que se presentan con una emergencia médica deben recibir “el tratamiento que necesiten para estabilizar su estado clínico" antes de ser trasladados a otro centro. El tribunal se negó a fijar una posición moral o ética sobre el tema e insistió en que solo estaba interpretando las leyes que existían. Como resultado de la decisión, Stephanie Keene siguió con vida mucho más tiempo que la mayoría de los recién nacidos anencefálicos. El juez disidente sugirió que el tribunal debería haber utilizado como base del caso la condición de anencefalia, no los síntomas subsidiarios recurrentes de dificultad respiratoria. Como la irreversibilidad de la anencefalia es ampliamente conocida en la comunidad médica, argumentó que la decisión de continuar con una atención inútil solo daría lugar a la desviación repetitiva de los equipos médicos.  Stephanie Keene murió el 5 de abril de 1995, en el Hospital de Fairfax, a la edad de dos años 174 días. Había sido trasladada a ese hospital por sexta vez a causa de un cuadro de insuficiencia respiratoria y un paro cardíaco determinó su muerte en el Departamento de Emergencia.

## Importancia del caso
El caso de Stephanie Keene es particularmente importante para el campo de la bioética  médica porque plantea numerosos interrogantes acerca de temas como la definición de muerte, la naturaleza de la condición de persona, el concepto de atención médica inútil y muchas cuestiones relativas a la asignación de recursos escasos.

## El feto anencefálico
Como ya se comentó, el neonatólogo y el obstetra le aconsejaron a la madre de Stephanie que interrumpiera su embarazo cuando comprobaron la malformación del feto que portaba. Hay muchos autores que consideran justificada la interrupción de la gestación de los fetos con anencefalia.Otros hacen hincapié en el dolor y la angustia de la embarazada que atraviesa esa situación.Según Eva Giverti, la consecuencia del impacto que significa enterarse de que su feto es anencefálico se considera daño psíquico e incide en la estructura total de la madre, con efectos de diversa índole sobre su cuerpo y en la organización del psiquismo y de la vida social.

## Opinión de los especialistas en bioética
Según la opinión de varios especialistas en bioética entre los que figura Arthur Kohrman en el caso de Baby K la sentencia del tribunal socavó el derecho de los médicos a tomar decisiones clínicas acertadas y el tribunal se equivocó dado que la prolongación de la muerte de Stephanie Keene fue un error porque la certeza de la suerte que le esperaba era tan grande entre los proveedores de atención de la salud que no había lugar para el compromiso. Otro especialista comentó que la decisión de seguir prestando atención a esa niña se tomó a expensas de la integridad de las enfermeras y otros profesionales de la salud y dio lugar a un gran sufrimiento.

## Anencefalia y trasplante de órganos
La imposibilidad de tratar la anencefalia e incluso de evitarla determina que los niños como Stephanie sean considerados con especial interés como fuentes de órganos para trasplantes en otros niños. A este respecto, todos los autores subrayan que la posible realización de un trasplante de órganos o tejidos obtenidos de un anencefálico obliga al cumplimiento de los lineamientos éticos y jurídicos exigidos para el donante adulto porque toda vida debe ser respetada y tratada con dignidad, aun cuando se hable de la vida de un neonato anencefálico. Por lo tanto, en caso de que la legislación permita donaciones de tejidos y órganos de anencefálicos no se programará el parto de un niño con esa malformación en función de un trasplante que se le deba practicar a otro niño sino que se esperará el parto natural y la inminente muerte del neonato para poder llevar a cabo cualquier acción encaminada a un trasplante.

## Criterios de muerte cerebral en el anencefálico
Si bien el uso de órganos provenientes de recién nacidos o fetos anencefálicos ha dejado de ser hipotético, todavía es infrecuente y exige que se establezca el criterio de muerte del donante y se decida si se va a emplear un donante vivo o un donante cadavérico. El primer criterio plantea un interrogante difícil y de respuesta compleja porque por definición clínica y legal el donante debe haber perdido la conciencia de manera completa e irreversible, con cese total y espontáneo de las funciones cardiorrespiratoria y encefálica. Sin embargo, ¿de qué forma se puede demostrar la ausencia de función encefálica en alguien sin encéfalo o con uno muy rudimentario que lo llevará a la muerte en poco tiempo (apenas horas) si no existen medidas de sostén vital?
En cuanto al segundo criterio, la pregunta es si para que un feto anencefálico por ecografía o estudios por imágenes sea un dador de órganos efectivo debe nacer antes de su fecha de parto o se debe interrumpir su gestación para que se transforme en un banco de órganos humanos o si, por el contrario, se lo debe dejar llegar al término de esa gestación y mantenerlo con vida sin medidas extraordinarias hasta que se transforme en un donante cadavérico.

## Controversias
El tema es objeto de numerosas controversias. Por ejemplo, en un documento publicado por el Comité Nacional de Bioética de Italia se sostiene que los argumentos de algunos defensores del trasplante de órganos obtenidos de neonatos anencefálicos constituyen “el intento no aceptable de justificar la declaración de la muerte de personas aún vivas a fin de favorecer la obtención de sus órganos y el sucesivo trasplante. El anencefálico es una persona viva y su reducida expectativa de vida no limita sus derechos y su dignidad. La supresión de un ser vivo no se puede justificar aunque se proponga para salvar de una muerte segura a otros seres”. Otros autores sostienen con firmeza que no es moralmente aceptable permitir que los recién nacidos con anencefalia se utilicen como fuentes de órganos. Refutan la "teoría del cerebro ausente", desafían a sus defensores a tomar en serio la cuestión del respeto a la persona del anencefálico y afirman la necesidad de atenerse a criterios estrictos de muerte cerebral total. Es evidente que la muerte es un proceso en sí mismo y que no puede existir una muerte para el trasplante y una muerte en sí.
La definición de la muerte no puede ser cualquier cosa que queramos que sea sino que existe independientemente de nuestros propósitos. No es posible definir la muerte en un sentido utilitarista con el fin de maximizar el bien que se podría derivar de ella en beneficio de otras personas. Las técnicas para comprobar la muerte podrán variar según las circunstancias y los tratamientos que se apliquen pero el resultado deberá ser válido en sí mismo y no dependerá de la posibilidad o la imposibilidad de obtener un órgano, principio que también es válido para el anencefálico, aunque en este caso se deberá disponer de medios de diagnóstico eficaces para dar un resultado certero.
El INCUCAI ha informado el porcentaje de neonatos anencefálicos con posibilidad de sobrevivir más tiempo sin asistencia respiratoria mecánica.

## Conclusión
Como ya se dijo, el caso de Baby K tiene una importancia particular en el campo de la bioética porque plantea muchas cuestiones médicas, legales y morales  entre las que figura la decisión de no brindar más tratamiento que el de sostén y el uso potencial de los recién nacidos anencefálicos como fuentes de órganos para trasplantes. En tal sentido las posturas que se adopten dependerán de convicciones personales en cuanto a temas como el aborto, la eugenesia, los derechos del feto, los derechos de los recién nacidos con discapacidad, la definición de muerte y la concepción de la condición de persona. El ya mencionado Arthur Kohrman, director del Comité de Bioética de la Academia Americana de Pediatría, respondió en una entrevista en la que se le preguntó su opinión sobre el caso de Baby K: "No hay un médico en el país que piense que hay que tratar a los anencefálicos. Este es un caso sumamente importante porque despoja a los médicos de la capacidad de actuar como agentes morales y los convierte en instrumentos de la tecnología. Estos bebés nacen moribundos y la cuestión no radica en prolongar su muerte sino en asistirlos para que su vida termine de manera humana y digna.